# Jana Engels

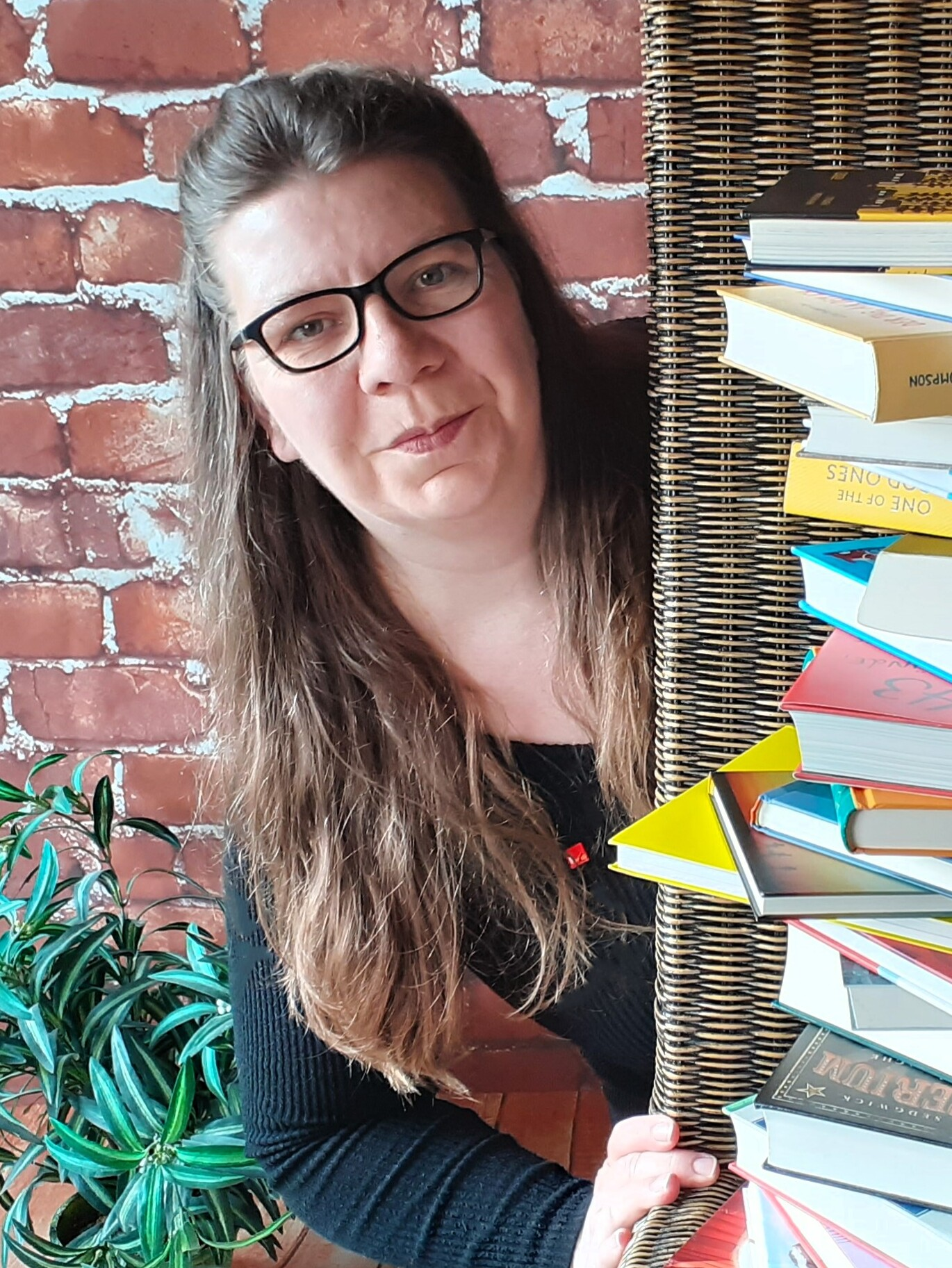
Jana Engels, 2024

Jana Engels (* 1978 in Berlin-Mitte) ist eine deutsche Schriftstellerin, die Romane und Kurzgeschichten sowie Kinder- und Jugendbücher verfasst. Gelegentlich schreibt sie auch Lyrik. Sie engagiert sich besonders für die Förderung von Kindern im Bereich Schreiben und Lesen.

## Leben und Werk
Jana Engels wuchs in Berlin und Brandenburg auf. Im Jahr 2000 zog sie nach Nordrhein-Westfalen, wo sie an der Gerhard-Mercator-Universität Duisburg studierte. Seit 2002 lebt sie in der Eifel.
Neben ihrer literarischen Tätigkeit engagiert sich Engels aktiv in der Schreib- und Leseförderung. Sie leitet Schreibwerkstätten für Kinder und arbeitet eng mit dem „Literaturbüro NRW“ sowie „Schreibland NRW“ zusammen. Zudem konzipiert sie literaturpädagogische Projekte und führt diese durch. Im Jahr 2014 war sie Mitglied der Jury für den ersten Eifeler Jugendliteraturpreis.
Im Verband deutscher Schriftstellerinnen und Schriftsteller (VS) leitet sie seit 2022 als Vorsitzende den Landesverband Nordrhein-Westfalen. Seit November 2024 gehört sie als Beisitzende auch dem Bundesvorstand des Verbands an. Zudem ist Engels ist Mitglied bei DELIA.
Im Mai 2025 wurde sie für das Jahr 2025 in den Beraterstab der Hörspiel- und Audioförderung der Film- und Medienstiftung NRW berufen.

## Werke (Auszug)

### Romane
- Ehemann gesucht, dp Digital Publishers, 2020, ISBN 978-3-96817-271-2.
- Das Geheimnis von Lorraine, dp Digital Publishers, 2021, ISBN 978-3-96817-793-9.
- Weihnachtschaos im Gutshof zum Glück, dp Digital Publishers, 2022, ISBN 978-3-98637-996-4.
- Winterküsse im Gutshof zum Glück, dp Digital Publishers, 2022, ISBN 978-3-98637-991-9.
- Weihnachtskuss für Mr. Right, dp Digital Publishers, 2022, ISBN 978-3-98637-706-9.
- Die Schwestern der Tuchfabrik, dp Digital Publishers, 2023, ISBN 978-3-9877829-2-3.
- Zwei Herzen für Eleanor, dp Digital Publishers, 2024, ISBN 978-3-98778-478-1.
- Das Erbe der Tuchfabrik, dp Digital Publishers, 2024, ISBN 978-3-9877897-0-0.

### E-Books
- Der Seelenspiegel, Jugendroman. Edel Elements, 2018.
- Liebe erster Klasse, Ashera, 2022.

### Hörbücher
- Das Geheimnis von Lorraine, gelesen von Simone Scheuer, dp Digital Publishers, 2022.
- Winterküsse im Gutshof zum Glück, gelesen von Stephanie Preis, dp Digital Publishers, 2022.
- Weihnachtskuss für Mr. Right, gelesen von Anja Kalischke-Bäuerle, dp Digital Publishers, 2022.
- Die Schwestern der Tuchfabrik, gelesen von Anja Kalischke-Bäuerle, dp Digital Publishers, 2024

### Kinderbücher
- Minas Eltern drehen durch, BoD, 2010, ISBN 978-3-84230-677-6.
- Geschichten aus der Waldsiedlung, BoD, 2014, ISBN 978-3-7357-2338-3.

### Beiträge in Anthologien
- Windfänger und andere Begegnungen, Sperling, 2012, ISBN 978-3-942104-16-6.
- Sommersehnsucht & Inselträume, Wendepunkt, 2012, ISBN 978-3-942688-40-6.
- worte im mond - Liebeslyrik, Sperling, 2015, ISBN 978-3-942104-31-9.
- Bunte Welt, Arunya, 2016, ISBN 978-3-95810-016-9.
- Tod inklusive (Crime Time), Ashera, Kindle, 2022.